# Вулиця Юрія Немирича (Київ)
Вулиця Юрія Немирича — вулиця в Голосіївському районі міста Києва, масив Теремки. Пролягає від вулиці Володимира Горовиця до Кільцевої дороги.
Прилучаються вулиці Олени Апанович, Братів Шеметів, Сім'ї Холодних та провулок Костя Гуслистого.

## Історія
Виникла наприкінці 2010-х під проєктною назвою вулиця Проєктна 12973. Назва — на честь відомого державного і військового діяча часів визвольної війни Богдана Хмельницького, дипломата, гуманіста, одного із найбільш освічених українських діячів козацької доби, близького соратника гетьмана Івана Виговського, учасника Конотопської битви 1659 року Юрія Немирича — з 2019 року.